# Cherserigone gracilipes
Genre
Espèce
Cherserigone gracilipes, unique représentant du genre Cherserigone, est une espèce d'araignées aranéomorphes de la famille des Linyphiidae.

## Distribution
Cette espèce est endémique d'Algérie. Elle se rencontre dans le Hoggar.

## Publication originale
- Denis, 1954 : Araignées recueillies par P. Remy du Sud-Algérien au Hoggar. Bulletin de la Société Zoologique de France, vol. 78, no 5/6, p. 311-324.